# Дейвис (Калифорния)
Вижте пояснителната страница за други значения на Дейвис.
Дейвис (на английски: Davis) (в превод „Давидов“ или „Давидово“) е град в окръг Йоло, щата Калифорния, САЩ. Дейвис е с обща площ от 27,1 км² (10,5 мили²). Има население от 60 308 жители. (2000) Тук се намира Калифорнийски университет - Дейвис (University of California, Davis).

## География
Дейвис се намира на 18 км (11 мили) на запад от Сакраменто и на 113 км (72 мили) на североизток от Сан Франциско. През Дейвис преминава Междущатска магистрала 80.

## История
Дейвис е наречен на Джером Дейвис, известен местен фермер. Първоначално през 1867 г. мястото се е казвало Дейвисвил, но пощата в Дейвисвил съкратила името на Дейвис през 1907 г. и оттогава това име се е запазило.

## Любопитна информация
- Дейвис нашумява през 1995 г., когато в града се построява тунел за жаби под Междущатска магистрала 80, който да осигури безопасното им преминаване от едната страна на магистралата до другата.

## Известни личности
Родени в Дейвис
- Хасан Минхадж (р. 1985), комик
- Анди Уеър (р. 1972), писател